# Lysande landning (TV-serie)
Lysande landning  är en svensk dramaserie från 1987 med bland andra Stig Grybe och Örjan Ramberg. Serien hade premiär i Sveriges Television på Kanal 1 den 26 oktober 1987. Förlaga är Stieg Trenters roman Lysande landning som kom ut 1946.

## Handling
Fotografen Harry Friberg har tagit på sig ett fotouppdrag vid Lindarängens Flyghamn i Stockholm. Efter uppdraget inbjuds han att närvara vid en kräftskiva, där det under festen kommer meddelas att ett av företagets flygplan har havererat vid Södertörn.

## Rollista
- Stig Grybe – Vesper Johnson
- Örjan Ramberg – Harry Friberg
- Marie Richardson – Lilly Sternmark
- Åke Lindman – direktör David Dreyer
- Jan Waldekranz – direktör Gösta Sternmark
- Ewa Carlsson – Madelaine Lenke
- Björn Andrésen – Alex Lenke
- Thomas Hanzon – Ohlsson
- Göran Ragnerstam – Brisman
- Hans Bendrik – Clason
- Peter Andersson – Pieter
- Susanne Barklund – Lena
- Bertil Norström – stationsföreståndare
- Gösta Krantz – hovmästare
- Gunnel Fred - servitris
- Carl Carlswärd – taxichaufför
- Camilla Lundén – hembiträde
- Leif Zern – Dr Gerhard
- Elisabeth Berg
- Charlie Elvegård
- Karin Enberg
- Magnus Hagman
- Hans Kumlien
- Stephan Lauer
- Annika Levin
- Ole Ränge
- Lars Väringer
- Stefan Öwre

## DVD
Serien gavs ut på DVD 2006 och 2011 (båda Pan Vision).